# Cseh–szlovák ortodox egyház
A cseh–szlovák ortodox egyház (szlovákul: Pravoslavná církev v Českých zemích a na Slovensku) egy ortodox egyház, melynek székhelye Szlovákiában található.

## Szakadások
A hívek egy része csatlakozott Rómához. Ez a szlovákiai görögkatolikus egyház néven ismert keleti katolikus egyház.